# Жан-П'єр Вімілль
Жан-П'єр Вімі́лль (фр. Jean-Pierre Wimille; 26 лютого 1908, Париж — 28 січня 1949, Буенос-Айрес) — французький автогонщик, багаторазовий переможець серій Гран-прі. Учасник Руху Опору у Франції під час Другої світової війни.

## Біографія
Жан-П'єр народився у Парижі у сім'ї, де батько був у захваті від автомобільного спорту й був за професією кореспондентом з перегонових змагань у газеті «Petit Parisien». Тому захоплення Жана-П'єра Вімілля автоспортом з'явилось ще у дитинстві. У віці 22 років він дебютував у перегонах серії Гран-прі за кермом Bugatti 37A на Гран-прі Франції у місті По.

### Кар'єра

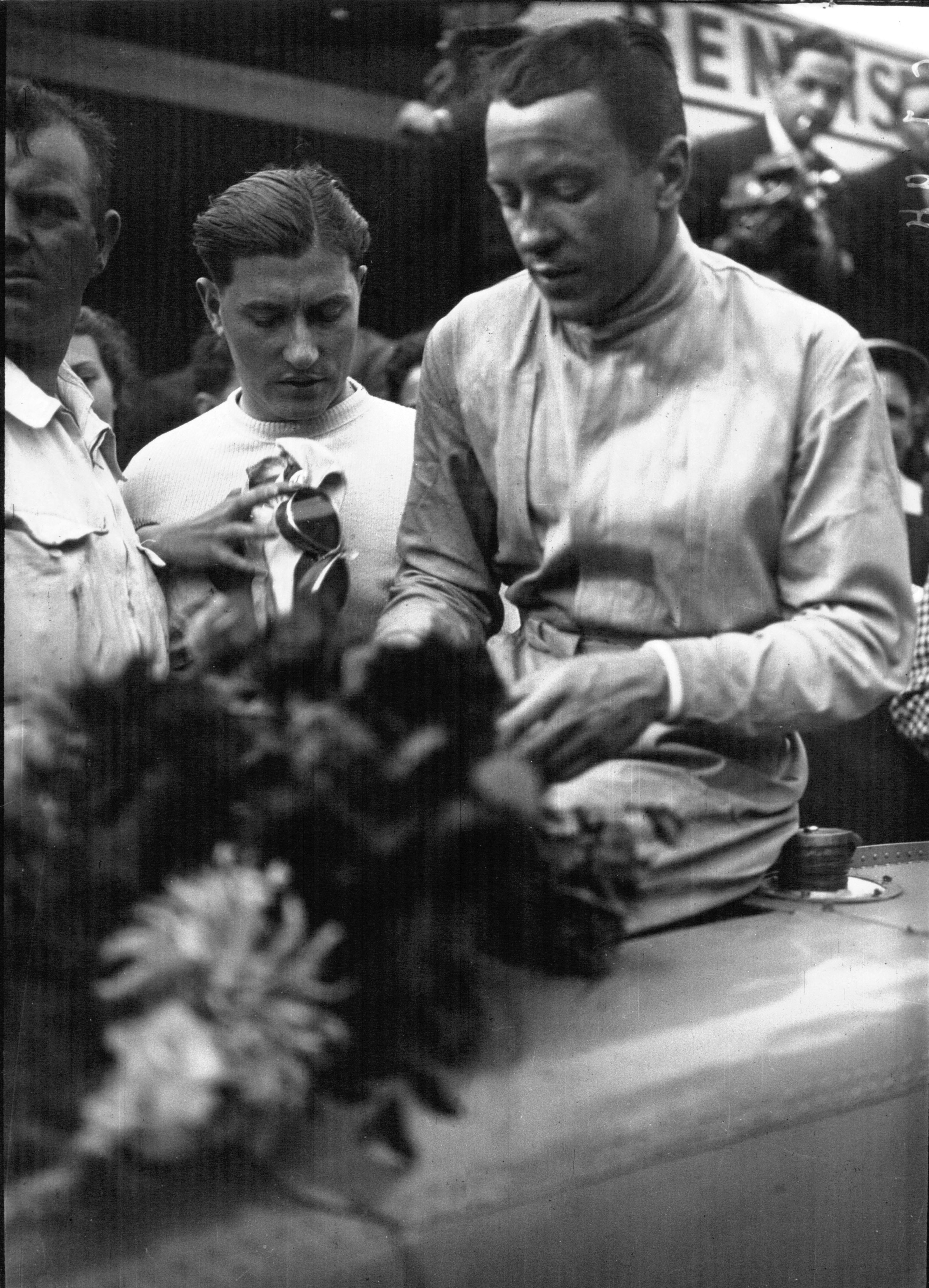
Жан-П'єр Вімілль після перемоги на Гран-прі Довіля (1936)

У своїй гоночній кар'єрі за кермом Bugatti T51 у 1932 році виграв турнір по гілклімбу «La Turbie», Гран-прі Лотарингії та Гран-прі Орана. У 1934 році став переможцем Гран-прі Алжиру в Алжирі за кермом Bugatti T59. І в січні 1936 року він фінішував другим у перегонах на Гран-прі Південної Африки, що проходили на трасі Принца Георгія в Іст-Лондоні (ПАР). Після цього він переміг на домашньому Гран-прі Франції.
У Франції протягом декількох років він перемагав на Гран-прі Довіля, перегонах, що проходила вулицями міста. Вімілль здобував перемоги тут на своєму Bugatti T59. Гонку 1936 року затьмарила загибель двох гонщиків Раймонда Чамбоста і Марселя Лею. З 16 автомобілів тоді фінішували лише три.
У 1936 році, Вімілль вирушив до Лонг-Айленда (США) для участі в Кубку Вандербільта. Там він був другим, а переможцем став Таціо Нуволарі. Вімілль також брав участь у перегонах 24 години Ле-Мана, де перемагав два рази у 1937 та 1939 роках.

### Друга світова війна
Менше ніж через рік від початку Другої світової війни Німеччина окупувала Францію. Вімілль зі своїми друзями-гонщиками Робером Бенуа і Вільямом Гровер-Вільямсом вступили до Управління спеціальних операцій, яке взаємодіяло з Рухом опору у Франції. З трьох друзів у живих залишився лише Вімілль.

### Після війни

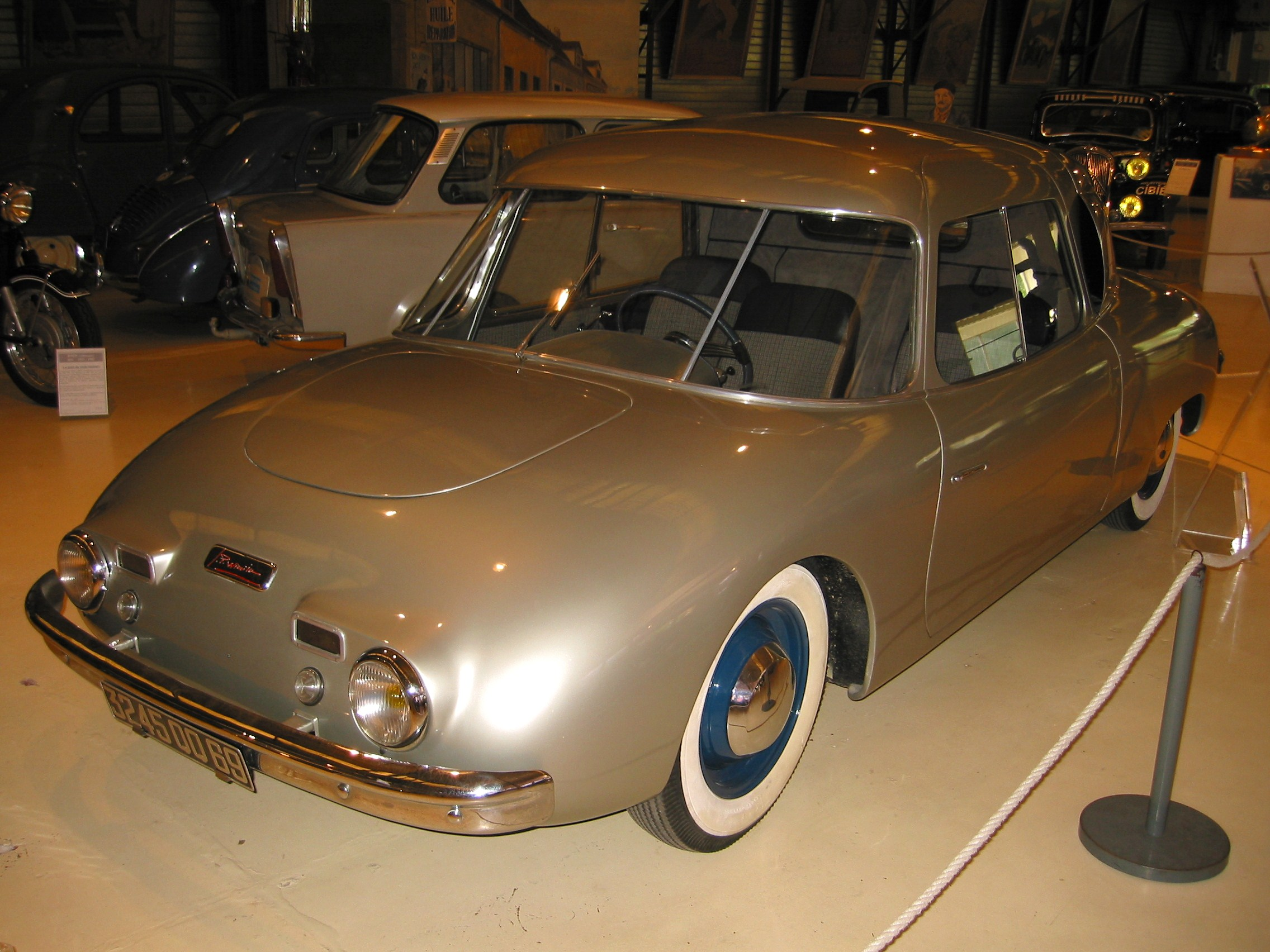
Автомобіль бренду J-P Wimille (1948)

Жан-П'єр Вімілль одружився з Христиною Фрессандж. Від цього шлюбу у нього був один син: Франсуа 1946 року народження. Після війни Вімілль став основним пілотом команди "Alfa Romeo" і у 1946—1948 роках виграв декілька перегонів на гран-прі і у тому числі свій другий Гран-прі Франції.
З 1946 року Вімілль також проєктував і виготовляв автомобілі в Парижі під торговою маркою «Wimille». Між 1946 і 1950 роками було побудовано не більше двадцяти таких автомобілів, спочатку з двигунами від Citroën, пізніше з двигунами Ford V8.
Жан-П'єр Вімілль загинув під колесами Simca-Gordini під час тестового заїзду на Гран-прі Буенос-Айреса у 1949 році.
Гонщика було поховано на кладовищі Пассі у Парижі. Найбільший меморіал, присвячений йому знаходиться у Порт-Дофіні на кінці Булонського Лісу у Парижі.

## Значущі перемоги
1932:
- Гран-прі Лотарингії
- Гран-прі Орана

1934:
- Гран-при Алжиру — Bugatti T59

1936:
- Гран-прі Франції — Bugatti T57G
- Гран-прі Марни[en] — Bugatti T57G
- Гран-прі Довіля — Bugatti T59
- Гран-прі Коммінжа[en] — Bugatti T59/57

1937:
- Гран-прі По[en] — Bugatti T57G
- Grand Prix de Böne — Bugatti T57
- 24 години Ле-Мана — Bugatti T57G (пілотував на зміну з Робером Бенуа[en])
- Гран-прі Марни[en] — Bugatti T57

1939:
- Кубок Парижу
- Grand Prix du Centenaire Luxembourg — Bugatti T57S45
- 24 години Ле-Мана — Bugatti T57C (пілотував на зміну з П'єром Вейроном)

1945:
- Кубок ув'язнених — Bugatti (перегоновий автомобіль)

1946:
- Кубок Руху опору — Alfa Romeo 308
- Гран-прі Руссильона[en] — Alfa Romeo 308
- Гран-прі Бургундії — Alfa Romeo 308
- Коло Націй, Женева (перший етап) — Alfa Romeo 158

1947:
- Гран-прі Швейцарії — Alfa Romeo 158
- Гран-прі Бельгії — Alfa Romeo 158
- Кубок Парижа

1948:
- Гран-прі Росаріо — Simca-Gordini[en] 15
- Гран-прі Франції — Alfa Romeo 158
- Гран-прі Італії — Alfa Romeo 158
- Гран-прі Автодрому — Alfa Romeo 158/47
- Гран-прі Сан-Паулу — Alfa Romeo 308

### Зведена статистика участі у чемпіонаті Європи
(легенда)(Жирним шрифтом відзначено гонки з поул-позиції)
| Рік  | Команда           | Марка      | 1        | 2        | 3        | 4        | 5     | EDC | Очок |
| ---- | ----------------- | ---------- | -------- | -------- | -------- | -------- | ----- | --- | ---- |
| 1931 | Usines Bugatti    | Bugatti    | ITA 4    | FRA Сход | BEL 7    |          |       | 9=  | 14   |
| 1932 | Приватна компанія | Alfa Romeo | ITA      | FRA Схід | GER      |          |       | 16= | 21   |
| 1935 | Bugatti           | Bugatti    | BEL Схід | GER      | SUI      | ITA Схід | ESP 4 | 16  | 33   |
| 1936 | Bugatti           | Bugatti    | MON 6    | GER Схід | SUI Схід | ITA      |       | 14= | 26   |
| 1938 | Bugatti           | Bugatti    | FRA Схід | GER      | SUI 7    | ITA Схід |       | 11  | 25   |